# 225e régiment d'infanterie
Le 225e régiment d'infanterie (225e RI) est un régiment d'infanterie de l'Armée de terre française constitué en 1914 avec les bataillons de réserve du 25e régiment d'infanterie.
À la mobilisation, chaque régiment d'active créé un régiment de réserve dont le numéro est le sien plus 200.

## Création et différentes dénominations
- Août 1914 : 225e régiment d'infanterie

## Chefs de corps
Campagne 14-18:
Campagne 39-40:
- 1939 - 1940 : Lieutenant-Colonel Minault.

## Historique des garnisons, combats et batailles

### Première Guerre mondiale

#### Affectation
- Cherbourg, 120e brigade d'infanterie, 11e corps d'armée, 10e région.
- 60e division d'infanterie d'août 1914 à novembre 1918

#### 1914
Belgique, bataille de la Marne, Champagne.

#### 1915
- 25 septembre-6 octobre : seconde bataille de Champagne

#### 1916
Bataille de Verdun...

#### 1917
Champagne, Verdun...

#### 1918
Picardie, Fort de Vendeuil...

### Seconde Guerre mondiale
Formé le 1er décembre 1939 en tant que 225e DBI (demi-brigade d'infanterie) sous les ordres du lieutenant-colonel Minault, il prend le nom de régiment d'infanterie le 16 janvier 1940, il appartient au groupement littoral Nord puis à la 68e division d'infanterie.
- Le 26 mai 1940, le 225e régiment d'infanterie et le 310e régiment d'infanterie de la 68e division d'infanterie prennent position à Spycker pour couvrir l'embarquement des Français et des Britanniques. Le déclenchement de l’opération de rembarquement du corps expéditionnaire britannique (opération baptisée « Dynamo ») à Dunkerque. La 68e DI comprend aussi le 341e régiment d'infanterie.
- Le 29 mai 1940 au matin, les Allemands attaquent le château de l'Afgand de Brouckerque avec une voiture blindée et des side-cars. Ils sont repoussés par les mitrailleuses du 225e régiment d'infanterie.
- Le 2 juin 1940 au soir, malgré la résistance du 225e régiment d'infanterie (Noailles, le commandant d'une unité, est tué), les Allemands prennent Spycker avec des blindés et de l'artillerie, et capturent le château de l'Afgand par ruse : après avoir franchi la Colme à l'aide d'une péniche, les Allemands attaquent le château par derrière.

## Drapeau
Il porte, cousues en lettres d'or dans ses plis, les inscriptions suivantes :
- La Marne 1914
- Verdun 1916
- Montdidier 1918
- Défense de Dunkerque 1940

## Décorations décernées au régiment
Sa cravate est décorée de la Croix de guerre 1914-1918  avec deux citations à l'ordre de l'armée.

 Il a le droit au port de la Fourragère aux couleurs de la Croix de guerre 1914-1918 décernée le 11 septembre 1918

## Personnalités ayant servi au225eRI
- Jacques Pernet (1911-2002), résistant et Haut-fonctionnaire français, Compagnon de la Libération.

### Sources et bibliographie
- À partir du Recueil d'historiques de l'infanterie française (général Andolenko - Eurimprim 1969)
- Le 225e RI